# Olibrus aenescens
Olibrus aenescens là một loài bọ cánh cứng trong họ Phalacridae. Loài này được Küster miêu tả khoa học năm 1852.